# Olivia Del Rio
 (mars 2023).
Pour les articles homonymes, voir Del Rio.
Olivia Del Rio, de son vrai nom  Neves De Oliveira née  le 16 avril 1969 à Rio Casca (Minas Gerais), est une actrice pornographique brésilienne.

## Biographie
Olivia del Rio est la douzième d'une famille de seize enfants (huit frères et sept sœurs). Elle grandit à Belo Horizonte dans un milieu très modeste, son père est menuisier et sa mère femme au foyer.
À l'âge de 24 ans, on lui diagnostique un cancer. Son médecin lui conseille d'aller se faire soigner en Europe où elle a plus de chances de survivre qu'au Brésil. Elle laisse derrière elle son mari et leur fille de 3 ans.
Arrivée en France, elle décide de s'y installer pour de bon. Elle court les castings pour devenir mannequin, sans succès, et faute de mieux, travaille comme femme de ménage.
Un de ses employeurs est Patrice Cabanel, un réalisateur de films X amateurs. Il lui propose de se lancer dans le X. Elle joue ainsi en décembre 1994 dans son premier film, qui sortira en 1995 sous le titre Fist Overdose, où elle incarne justement un rôle de soubrette.
Elle avoue avoir une vie sexuelle limitée avant sa carrière dans la pornographie, ayant eu son premier rapport à l'âge de 18 ans avec son mari. Le X lui fait découvrir toutes sortes de pratiques et elle se fait une spécialité notamment de la sodomie et de la double pénétration.
Elle commence par des tournages amateurs, Stylix, TDS Vidéo et notamment Laetitia, puis professionnels avec Private pour la trilogie The Gigolo. En 1995, elle se fait refaire la poitrine passant d'un 90A à 90C, opération qui lui est payée par le réalisateur et producteur Pierre Woodman pour Private.
Elle est abonnée au second rôle, Dorcel ne lui propose à l'époque aucun film, à cause de son accent jugé trop prononcé pour le marché francophone, elle est d'ailleurs doublée dans les productions françaises.
Cependant sa carrière explose véritablement à partir de 1996 avec un premier rôle écrit spécialement pour elle par Joe D'Amato dans le film "Les nuits d'amour d'Antoine et Cléopâtre", où elle y incarne le rôle de Cléopâtre.
Ses prestations anales, notamment avec Rocco Siffredi dans Torero de Joe D'Amato en 1996, lui confère le titre de "la reine du sexe anal" au brésil.
En Italie elle connaît un fort succès grâce à sa ressemblance avec Sophia Loren et Gina Lollobrigida.
En plus de la France, elle tourne dans des grosses productions internationales. Elle décroche plusieurs prix (voir la section Récompenses).
Devenue une actrice reconnue en France, elle enchaîne les couvertures et interviews pour le magazine Hot Vidéo, pour les émissions le Journal du Hard sur la chaîne Canal+ et 7eme sexe sur la chaîne XXL_(chaîne_de_télévision).
En 1998, elle met un premier terme à sa carrière en raison du manque de préservatifs sur les tournages. Elle explique qu'elle n'a pas survécu à un cancer pour ensuite mourir du Sida.
Elle a un deuxième  enfant avec son nouveau mari en France.
En 2001, elle revient au X, l'utilisation du préservatif s'étant davantage démocratisée à ce moment-là.
Un retour avec des premiers rôles dans des productions plus prestigieuses comme Dorcel.
Elle monte également son propre site Internet et ouvre également un restaurant à Marrakech.
En 2003, elle fait une apparition à la télévision suédoise à l'occasion de deux épisodes d'High Chaparall. Et également dans le film Peut-être du réalisateur Cédric Klapisch, avec Jean-Paul Belmondo et Romain Duris et pour Canal+ dans le court métrage Le Ramoneur des Lilas »
Elle est obligée de fermer son restaurant au Maroc en 2007, son passé de star du X lui ayant valu des problèmes, et elle revient vivre en France.
Elle arrête une nouvelle fois le travail du sexe en 2009 avant de revenir dans le monde de la pornographie en 2024 avec l'ouverture de comptes sur des plateformes pour adultes et des films pour Private.

## Discographie
- 2008 : Sextonic (chanson en portugais)

## Filmographie pornographique sélective
- 1994 : Fist Overdose de F.L pour Fabien Lafait
- 1995 : l’École de Laetitia avec Laetitia
- 1995 : Gigolo
- 1995 : Triple X 2
- 1996 : Le Désir dans la peau avec Laure Sainclair
- 1996 : La ruée vers Laure" avec Laure Sainclair
- 1996 : L'Obsession de Laure avec Laure Sainclair
- 1996 : La princesse et la pute
- 1996 : Les Nuits d'amour d'Antoine et Cléopâtre de Joe d'Amato [6]
- 1996 : Torero avec Rocco Siffredi
- 1996 : La Princesse et la Pute 2
- 1997 : Cargo
- 1997 : L'Indécente aux enfers
- 1997 : Sex Reporter de Alex Perry
- 1998 : Il laureato La Perversion d'une femme mariée de Joe d'Amato
- 1998 : La Croupe Du Monde 98 d'Alain Payet avec également Anita Blond, Dolly Golden, Fovéa, Océane
- 1998 : Le Ramoneur des Lilas de Cédric Klapisch: Court-métrage du ministère de la Santé en France pour inciter à utiliser des préservatifs
- 1999 : Infermiera di lusso ( VO ) Les Infirmières du sexe ( VF ) de Luca Damiano
- 1998 : Passioni di guerra ( VO ) Passion de guerre ( VF )
- 2001 : Amazonesex de Christophe Mourthé (Colmax édition)
- 2003 : La Débauchée
- 2003 : Rawhide
- 2003 : Lost Angels : Olivia Del Rio

Une liste complète des films qu'Olivia Del Rio a interprété est consultable ici

## Filmographie traditionnelle
- 1998 : Le Ramoneur des Lilas de Cédric Klapisch - Court-métrage du ministère de la Santé en France pour inciter à utiliser des préservatifs
- 1998 :  Déjà mort d'Olivier Dahan
- 1999 : Peut-être de Cédric Klapisch - Figuration, la femme nue en noir et blanc.
- 2002 :  La Vie devant nous - Épisode Sous location.

## Récompenses

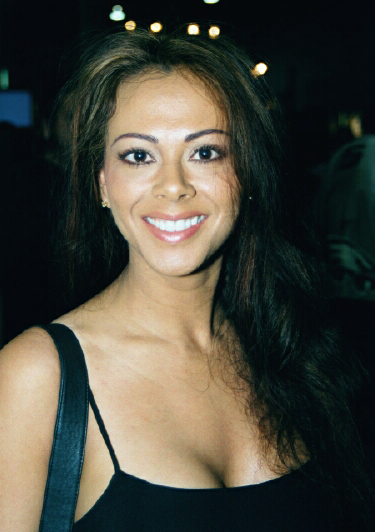
Olivia Del Rio en 2002.

- 1997 : Hot d'or Meilleure actrice européenne second rôle, La Ruée vers Laure (Vidéo Marc Dorcel)
- AVN Award 1997 : Best European Film (Torero)
- FICEB (International Erotic Film Festival of Barcelona) 2002 : Best Actress in Apasionadas y Coquetas (Pulsions sauvages)
- AVN Award 2004 : Best Video (Beautiful)
- AVN Award 2004 : Best Video Feature (Rawhide)
- AVN Award 2004 : Best High-Definition Production (Rawhide)
- AVN Award 2004 : Nomination as Female Performer of the Year
- AVN Award 2004 : Nomination for Best Solo Sex Scene in Lost Angels
- AVN Award 2004 : Nomination for Most Outrageous Sex Scene ("Beauty Mates with Beast") in Flesh Circus[7]